# صقرة (حديبو)
صقرة هي إحدى قرى مديرية حديبو التابعة لمحافظة سقطرى، بلغ تعداد سكانها 38 نسمة حسب تعداد اليمن لعام 2004.